# Mang'onyi
Mang'onyi ist ein Verwaltungsbezirk (englisch Ward) des Distrikts Ikungi in der tansanischen Region Singida.

## Geografie
Mang'onyi ist ein Bezirk im nördlichen Zentralteil von Tansania etwa 50 Kilometer Luftlinie südöstlich der Regionshauptstadt Singida. Bei der Volkszählung 2022 lebten 22.665 Menschen in 4908 Haushalten auf einer Fläche von 450 Quadratkilometern.
Der Bezirk grenzt im Osten an die Region Dodoma, im Süden an den Distrikt Manyoni und sonst an vier Bezirke des Distrikts Ikungi:
| Unyahati | Ntuntu                                      | Misughaa |
|          | Kompassrose, die auf Nachbargemeinden zeigt | Ovada    |
| Issuna   | Makuru                                      |          |

## Gliederung
Der Bezirk besteht aus fünf Gemeinden (swahili Mtaa) mit 31 Orten (Kitongoji):
| Sambaru - Taru - Sambaru - Kipombo - Nkunguu - Mbugani - Kinyeto - Isimbo | Mang'onyi - Mang’onyi Stendi - Mighunga - Taru - Nkwauta - Mjinbua - Msimihi | Mwau - Mwau Kati - Mwau Kusini - Lindi - Hanje - Mapambano - Msuri - Kilomberu - Lughe | Mlumbi - Mlumbi Kati - Kakamega - Kinyameru | Tupendane - Tupendane Kati - Nkhambi - Mpembee - Bwawani - Mpanda - Iputi - Mbogho Kati |

## Wirtschaft und Infrastruktur
- Landwirtschaft: Im Bezirk gibt es ein Bewässerungssystem, mit dessen Hilfe 250 Bauern auf 50 Hektar Sonnenblumen, Mais und Gemüse anbauen. Es werden auch 13.000 Rinder, 4000 Ziegen, 1000 Schafe und 14.000 Hühner gehalten (Stand 2016).[8]
- Bildung: Die beiden weiterführenden Schulen des Bezirks,[9] die Mwau Secondary School und die Mang’Onyi Shanta Secondary School, sind staatliche Tagesschulen mit einer Ausbildung bis zur 4. Stufe.[10][11]
- Gesundheit: Im Bezirk liegen vier staatliche Apotheken.[12][13][14][15]